# Mateus Vital
Mateus da Silva Vital Assumpção (Rio de Janeiro, 12 februari 1998) – alias Mateus Vital – is een Braziliaans voetballer die doorgaans als middenvelder speelt. Hij verruilde Vasco da Gama in januari 2018 voor Corinthians.

## Carrière
Mateus Vital werd op zijn vijfde opgenomen in de jeugdopleiding van Vasco da Gama en doorliep er alle jeugdelftallen. Hij maakte op 6 december 2015 zijn debuut in de hoofdmacht, tijdens een wedstrijd in de Série A uit bij Coritiba (0–0). Hij viel die dag in de 30e minuut in voor Diguinho. Mateus Vital zag zijn club dat jaar degraderen naar de Série B en meteen daarna weer promoveren. Hij groeide in het seizoen 2017 uit tot basisspeler bij Vasco da Gama.
Mateus Vital verruilde Vasco da Gama in januari 2018 voor Corinthians, de kampioen van de Série A in het voorgaande seizoen. Hiervoor speelde hij op 1 maart 2018 zijn eerste wedstrijd, een duel in het toernooi om de Copa Libertadores uit bij Millonarios (0–0).

## Clubstatistieken
| Seizoen     | Club          | Competitie  | Competitie | Competitie | Beker | Beker | Internationaal | Internationaal | Totaal | Totaal |
| Seizoen     | Club          | Competitie  | Wed.       | Dlp.       | Wed.  | Dlp.  | Wed.           | Dlp.           | Wed.   | Dlp.   |
| ----------- | ------------- | ----------- | ---------- | ---------- | ----- | ----- | -------------- | -------------- | ------ | ------ |
| 2015        | Vasco da Gama | Série A     | 1          | 0          | 0     | 0     | —              | —              | 1      | 0      |
| 2016        | Vasco da Gama | Série B     | 1          | 0          | 0     | 0     | —              | —              | 1      | 0      |
| 2017        | Vasco da Gama | Série A     | 30         | 2          | 0     | 0     | —              | —              | 30     | 2      |
| Club totaal | Club totaal   | Club totaal | 32         | 2          | 0     | 0     | 0              | 0              | 32     | 2      |
| 2018        | Corinthians   | Série A     | 33         | 2          | 8     | 0     | 7              | 0              | 48     | 2      |
| 2019        | Corinthians   | Série A     | 0          | 0          | 1     | 0     | 1              | 0              | 2      | 0      |
| Club totaal | Club totaal   | Club totaal | 33         | 2          | 9     | 0     | 8              | 0              | 50     | 2      |

Bijgewerkt t/m 13 april 2019
1 Souza ·
2 Matheuzinho ·
3 F. Torres ·
5 Ramalho ·
6 Palacios ·
7 Maycon ·
8 Charles ·
9 Alberto ·
10 Garro ·
11 Romero · 
13 Henrique ·
14 Raniele ·
17 Giovane ·
19 Carrillo ·
20 Raul ·
21 Bidu ·
22 H. Hernández ·
25 Cacá ·
27 Bidon ·
31 Kayke ·
32 Donelli ·
35 Mana ·
37 Ryan ·
41 R. Santos ·
43 Magno ·
46 Hugo ·
47 Tchoca ·
70 J. Martínez ·
77 Coronado ·
80 Santana ·
94 M. Depay ·
Coach: R. Díaz